# Тус (місто)

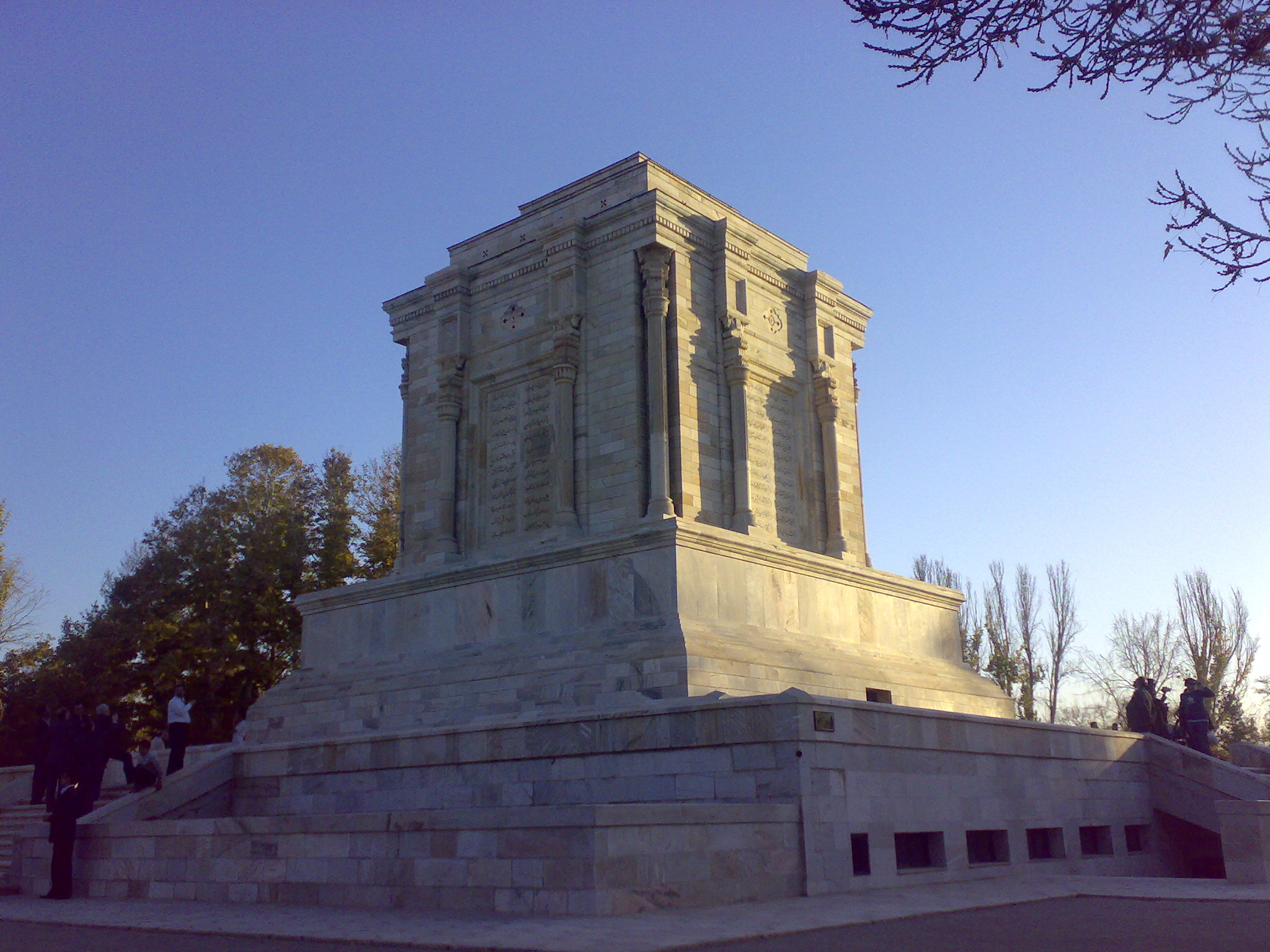
Мавзолей Фірдоусі в Тусі

Тус (перс. توس / طوس) — стародавнє місто в Ірані, розташоване на території сучасної провінції Хорасан-Резаві.
У 330 році до н. е. було завойоване Олександром Македонським.
У Тусі 808 року помер від хвороби аббасидський халіф Гарун ар-Рашид, що прямував придушувати антиарабське повстання в Хорасані.
Місто було зруйноване монголами у 1220 році.
Тус був рідним містом багатьох великих середньовічних діячів науки і культури. Серед них — поети Фірдоусі та Асад Тусі, вчені Насир ад-Дін ат-Тусі, Джабір ібн Хайян, Незам уль-Мульк, мислитель Аль-Газалі. У 1934 р. тут було зведено мавзолей Фірдоусі на честь тисячолітнього ювілею поета.